# Marcusenius pongolensis
Marcusenius pongolensis är en fiskart som först beskrevs av Fowler, 1934.  Marcusenius pongolensis ingår i släktet Marcusenius och familjen Mormyridae. IUCN kategoriserar arten globalt som otillräckligt studerad. Inga underarter finns listade i Catalogue of Life.